# Silver Springs (Nevada)
Silver Springs – jednostka osadnicza w Stanach Zjednoczonych, w stanie Nevada, w hrabstwie Lyon.